# Pierre-Denis de Peyronnet
Pour les articles homonymes, voir Peyronnet.
Pierre-Denis, comte de Peyronnet, homme politique français, est né à Bordeaux dans le département de la Gironde, le 9 octobre 1778. Il est mort le 2 janvier 1854 dans son château à Saint-Louis-de-Montferrand en Gironde.
Il est président du tribunal de Bordeaux en 1815. Hostile à l'Empire, il se rallie aux Bourbons, à la Restauration. 

## Biographie
Pierre-Denis, comte de Peyronnet, est le « fils de messire Jean-Louis Peyronnet, écuyer, président trésorier de France honoraire au bureau de finances de Guyenne, et de dame Rose Beau, de la paroisse de Puypaulin ». Son père, qui avait acheté peu de temps avant 1789 une charge de secrétaire du roi, conférant la noblesse, périt sur l'échafaud durant la Terreur. 
Après des études de droit chez M. Ferrère, il est reçu avocat en 1796, tout comme son ami d'enfance puis rival politique le vicomte de Martignac. 
Aux côtés de celui-ci, il est membre de la Société  des Vaudevillistes de Bordeaux.
Il est nommé, le 26 octobre 1815, président du tribunal de première instance de Bordeaux, puis, un an plus tard, procureur général à Bourges. 
Élu, le 13 novembre 1820, député du grand collège du Cher, il s'installe à Paris. Nommé procureur général à la cour royale de Rouen, il est appelé, le 14 décembre 1821, à prendre le portefeuille de la Justice. 
Le 17 août 1822, le roi Louis XVIII le crée comte, tout comme ses collègues Villèle et Corbière, et place dans ses armes une épée, avec la devise : « Non solum toga ». Il est également nommé, la même année, officier de la Légion d'honneur. 
Du 6 septembre au 29 octobre 1822, il remplit l'intérim du ministère de l'Intérieur. Réélu le 6 mars 1824 député du Cher, et député de la Gironde, il opte pour la Gironde. 

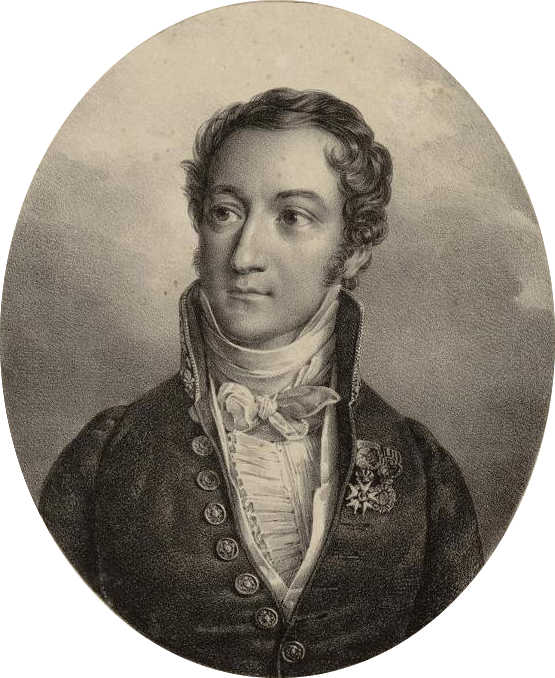
Le comte de Peyronnet.

Membre du Conseil privé, il est fait grand officier de la Légion d'honneur en 1825.
Il occupe encore le ministère de l'Intérieur par intérim du 9 juillet au 2 août 1825, et du 30 août au 19 septembre 1826. Le roi Charles X le nomme pair de France le 4 janvier 1828, et il quitte le ministère de la Justice le lendemain. 
Le 19 mai 1830, enfin, il revient au pouvoir en devenant ministre de l'Intérieur pour la quatrième fois, poste qu'il occupa jusqu'à la chute du régime. 
Au lendemain de la révolution de 1830, il comparaît avec MM. de Polignac, de Chantelauze et de Guernon-Ranville devant la cour des Pairs, sous l'inculpation de haute trahison, et est condamné, avec ses collègues, à la prison perpétuelle et à la dégradation civique. 
Enfermé au fort de Ham, il obtient la remise de sa peine le 17 octobre 1836, à la faveur de la grâce collective décidée à l'instigation du premier ministère Molé. Il retourne dans son château de Saint-Louis-de-Montferrand pour exercer pleinement sa passion pour la poésie.

## Mesures
Le comte de Peyronnet a défendu au parlement les principales mesures suivantes : 
- Le projet de loi sur la liberté de la presse, en 1822
- La loi sur le sacrilège, en 1825
- Rédacteur principal du compte général de l'administration de la justice criminelle en France pendant l'année 1825, en 1827
- La loi « de justice et d'amour », en 1827

Il contresigna également les Ordonnances de Juillet, qui provoquèrent la Révolution de Juillet.

## Postes et mandats politiques
- Président du Tribunal civil de Bordeaux : 1814-1820
- Député du Cher : 1820-1823
- Député de Gironde : 1824-1827
- Pair de France : 1828-?
- Garde des Sceaux : 1821-1828
- Ministre de l'Intérieur : 1822, par intérim en 1825, 1826, du 19 mai 1830 à 27 juillet 1830

## Œuvres
- Esquisse Politique (1829)
- Pensées d'un Prisonnier (1834)
- Satires (1854)
- Histoire de France (1855)

### Sources
- « Pierre-Denis de Peyronnet », dans Adolphe Robert et Gaston Cougny, Dictionnaire des parlementaires français, Edgar Bourloton, 1889-1891 [détail de l’édition]
- André Deforges, Les Illustres de Bordeaux : catalogue, vol. 2, Bordeaux, Dossiers d'Aquitaine, 2014, 80 p. (ISBN 978-2-84622-255-6, présentation en ligne).
- Christian Barbezieux, 'Un chevalier du lys à la tribune: le comte de Peyronnet', Revue Historique de Bordeaux, N°13-14, 2009.
- Dossier Légion d'honneur, LH/2135/37 (Chevalier en 1814, officier en 1821, commandeur en 1825 et grand officier en 1825)